# Шихани
Шихани (на руски: Шиханы) е град в Саратовска област на Русия, разположен на десния бряг на река Волга. Образува муниципалитет със статут на градски окръг, в който е единственият населен пункт. Включва Шихани-1, Шихани-2, Шихани-4 и Шихани-5, които отстоят на няколко километра един от друг. Между 1997 и 2018 г. има статут на затворен град.

## Наименование
Предполага се, че името на града произхожда от думата „шиханами“. Така са се наричали принадлежащите към крайбрежието на Волга ниски планини.
Друг вариант за произхода на името е съставна дума от „ши“ и „хан“. В превод от тюркски ши означава вятър, а хан – владетел. По този начин името на града придобива значението „владетел на ветровете“.

## География
Територията на общината е разположена на вододела между реките Терса и Терешка на 210 м надморска височина. Заема част от висока, хълмиста равнина, силно разчленена от гъста мрежа от малки реки, дерета и оврази. На запад градът граничи с дефилето Лисий, на север достига до автомобилния път Волгоград – Сизран, а на юг се доближава плътно до стара, широколистна гора.
В административните си граници муниципалитетът заема площ от 984,2 ха, а населението му наброява 5414 души. Разстоянието до град Волск е 20 км, а до Саратов – 130 км. По пътя до Шихани са разположени няколко контролно-пропусквателни пункта.

## Символика
Гербът на Шихани представлява традиционен хералдически щит, на който е изобразен степен мармот, застанал на един от трите зелени хълма (шихани), които дават името на града. В горния ляв ъгъл е включен гербът на Саратовска област – три сребристи чиги, разположени на 120° една спрямо друга, опрели главите си в центъра. Тези изображения представят оригиналността на животинския свят и естествения пейзаж на района.
Знамето на Шихани е правоъгълно, съставено от три хоризонтални ивици – голямо бяло поле, под което са подредени синя и зелена лента. Бялото поле, на което е изобразен гербът на града, е 4 пъти по-широко от останалите две. Височината на герба заема 2/3 от височината на бялата ивица. 

## История
Шихани-1 (Волск-17) е основан в началото на 1820-те години, когато територията е била заета от имението на граф Василий Орлов-Денисов, генерал, герой от Френско-руската война от 1812 г. Шихани-2 (Волск-18) започва развитието си през 1930-те години.
През 1938 г. Шихани е обявен за селище от градски тип, а през 1996 – за град. На 26 октомври 1996 г. е включен в категорията „Градове с регионално значение в Саратовската област“. През 1997 г. получава статут на затворен град и достъпът до него за руснаци става със специален пропуск, а за чуждестранни граждани е забранен. Забранени са и полетите над него на каквито и да е летателни апарати. С указ на президента от 17 юли 2018 г. статутът на затворен град е отменен. Със заповед на Путин от 1 януари 2019 г. е закритата и самостоятелната административно-териториалната единица Шихани.
През 1932 г. в Шихани е построена жп гара, осигуряваща възможност за достъп до град Саратов с влак. В края на 30-те години на 20 век е изграден Дворецът на културата, който последователно носи имената „Дом на Червената армия“, „Дом на Съветската армия“, а през 1980-те години – „Двореца на културата „Корунд““. В края на 1930-те години започват да се строят каменни и панелни жилища. Изградени са първата 4-етажна жилищна сграда, болница и пожарна.
През периода 1960 – 1990 г. градът се развива много бързо. Появяват се нови предприятия и организации и е изградено голямото предприятие „Държавен институт по технологии на органичния синтез“, който привлича много нови специалисти и работници. Предполага се, че в него са разработени 4-те групи отровни вещества, придобили публичност с общото название „Новичок“. Това води до бум в строителството на жилища и обществени сгради.

## Население
От 1990 г. до днес населението на града намалява двукратно. Максимума си достига през 1998 г., когато в града живеят 13200 човека. През 2020 г. то наброява само 5414 души. Почти половината от населението са пенсионери, а малко над 1000 са деца. Останалите работят в публичния сектор или отиват на работа в Саратов и Москва.
| 1939 г. | 1959 г. | 1970 г. | 1979 г. | 1989 г. | 1998 г. |
| 5700    | 6000    | 8800    | 10300   | 12800   | 13200   |
| 2000 г. | 2001 г. | 2003 г. | 2005 г. | 2006 г. | 2007 г. |
| 8400    | 8300    | 6700    | 6500    | 6400    | 6300    |
| 2008 г. | 2010 г. | 2011 г. | 2012 г. | 2013 г. | 2014 г. |
| 6200    | 6000    | 6100    | 5900    | 5800    | 5800    |
| 2015 г. | 2016 г. | 2017 г. | 2018 г. | 2019 г. | 2020 г. |
| 5800    | 5700    | 5700    | 5600    | 5500    | 5414    |

## Градска среда
Днес на територията на общинския район Шихани има повече от 100 жилищни сгради, около 20 магазина за хранителни и нехранителни стоки, пазар, отдел за социално подпомагане, пенсионен фонд, съд, полиция, медицинско звено, детска градина, училище, младежка спортна школа, поща, военно поделение, противопожарна служба и различни малки предприятия.
След разпадането на СССР започват да се появяват първите частни химически лаборатории, създадени от изследователски екипи, напускащи института – „Ноосфера“, „Химстар“, „Фаина“, „Рантекс“ и други. Някои от тях се занимават с производство на лекарства, като препарати против рак на кръвта, диабет и т.н. Почти никоя от тях не оцелява, до днес остава само „Група Фокина“. В нея работят 34 човека и произвеждат десетки тонове лекарства. Компанията се фокусира върху разработването на нови дезинфектанти и лекарства за нуждите на птицевъдството и говедовъдството, например срещу африканска чума и антракс.

## Териториално устройство
Градът се състои от две основни части – същинският град Шихани-1 (Волск-17) и военното градче Шихани-2 (Волск-18). Към него принадлежат още Шихани-4 (Волск-15), където е разположен арсенал и Шихани-5 – институт, в който по съветско време е разработвано химическо оръжие.

### Шихани-1
Щихани-1 (Волск-17) е същинският град. В него се намира клон на Държавния изследователски институт по органична химия и технологии (ГосНИИОХТ), създаден през 1960 г. Това е бившият Държавен институт по технологии на органичния синтез (ГИТОС), който днес принадлежи на Министерството на промишлеността и търговията. Производствените сгради, съоръженията и инженерно-техническите мрежи на предприятието са разположени на индустриална площадка с площ от 86,14 хектара. През 1992 г. става независим институт по технологии за органичен синтез със завод за изпитвания. По съветско време предприятието е градообразуващо. Според спомените на жителите, почти на всеки 6 месеца в селището се строи по една нова висока сграда, за сметка на института.
Това продължава до 1993 г., когато Русия подписва Международната конвенция за химическите оръжия. Предприятието изпада в криза, а водещите учени започват да напускат града. От 3500 служители в него остават само 500. През 2004 г. започва производство по несъстоятелност и 4 години по-късно ГИТОС е заличен от Единния държавен регистър на юридическите лица. Разработват се планове за пълното унищожаване на секретния обект и производствената база. Започва разрушаването на сградите, свързани с разработки на токсични вещества и оборудването към тях. През септември 2017 г. ръководителят на държавната комисия докладва на президента за предсрочната ликвидация на 40 000 тона нервнопаралитични и кожнообривни бойни отровни вещества.

### Шихани-2
Шихани-2 (Волск-18) е строго охранявана територия, към която спадат Шихани-4 и Шихани-5. Намира се на 2 км от Шихани-1. През 1928 г. на това място се създава Изпитателен обект „Томка“ – германско-съветски военен полигон за химически изпитвания. На него се разработват техники за използване на химически бойни оръжия. Първоначално функциите на технически персонал са изпълнявани от войници от Червената армия, а с изследванията са ангажирани германци с опит в газови атаки. Пет години по-късно чуждестранните химици са помолени да напуснат страната и мястото им е заето от руски специалисти. По-късно, след изпълнението на специална задача в Афганистан, химиците от Шихани-2 са номинирани за различни държавни награди.
Шихани-2 има собствен контролно-пропускателен пункт и територията му е внимателно охранявана. На входа се претърсват всички автомобили, проверяват се документите на шофьорите и пътниците. В него са дислоцирани бригада за радиационна, химическа и биологична защита и един полк за откриване и разузнаване на ядрени експлозии.
В Шихани-2 има 27 пететажни сгради, баня, военна болница, поликлиника, дом на офицерите с киносалон, 3 детски градини и училище. През 2004 г. е открит филиал на московската Съвременна хуманитарна академия.

### Шихани-4
Шихани-4 (Волск-15) е изолиран военен град със собствен контролно-пропускателен пункт и управление, ограден с бодлива тел. Разположен е в гората, на 4 км от Шихани-1 и на 12 км от Шихани-2. В него живеят само 200 – 300 души. Занимават се с охрана и поддръжка на арсенала на войските за радиохимична и биологична защита. В арсенала са изпитвани химическите оръжия от Шихани-2. Там се намират и служебните жилища на сътрудниците на полицията и Министерството на извънредните ситуации.
През 1960 г. в Кисельовското дере, близо до арсенала, са заровени 3200 тона адамсит – задушливо бойно отровно вещество, действащо върху дихателните пътища. През 1990-те, според различни източници, обемът само на сълзотворните и кожнообривни вещества достига около 3400 тона, включително и газът CS, който е използван за разпръскване на участниците в събитията в Тбилиси през 1989 г.

### Шихани-5
Шихани-5 – в него се намира 33-ти Централен научно-изследователски институт на Министерството на отбраната. Сградите са разположени зад двуметрова бетонна ограда и в него продължават разработването и изпитването на бойни отровни вещества. Провеждат се уникални полеви експерименти с различни токсични вещества и мощни отрови в рамките на Конвенцията за забрана на химическото оръжие. По време на СССР там са разработени над 20 силнодействащи отрови. В него има 40 лаборатории и работят над 100 доктора и кандидати на науките. Завършват се по 100 – 120 изследователски проекта годишно и се издават над 10 патента. Според британското разузнаване експериментите с нови бойни отровни вещества продължават, макар и в минимални дози.
Според британските власти и вестник „Таймс“ там е създаден нервно-паралитичния препарат „Новичок“, с който са отровени Сергей и Юлия Скрипал. Експертът по химически оръжия Хамиш де Бретън-Гордън преценява аргументите на английската кралска разузнавателна служба като убедителни – според тях промишлени резерви на „Новичок“ в Шихани вече няма, но са останали само съвсем малки количества.
Ръководителят на Държавната комисия по химическо разоръжаване в Русия официално твърди, че цялото производство в Шихани е спряно и в лабораториите там никога не са съхранявани количества от газа „Новичок“, като отхвърля даже неговото съществуване въобще. Според правителството днес в него се занимават с преработка на запаси от използвани трансформаторни масла, термична обработка на нефтохимични утайки и преработка на агроиндустриални пестициди, които не се търсят в селскостопанския сектор.
Въпреки това обаче, територията му е заобиколена от двоен периметър за сигурност. На първия контролно-пропускателен пункт пази ведомствената охрана на Министерството на промишлеността и търговията, а на втория – войници от Руската армия.